# Basquetebol em cadeira de rodas nos Jogos Parapan-Americanos de 2019
As competições de Basquetebol em cadeira de rodas nos Jogos Parapan-Americanos de 2019 foram realizadas em Lima, na Villa Desportiva Nacional.
Os dois finalistas do torneio feminino (Canadá e Estados Unidos) e os três medalhistas do torneio masculino (Estados Unidos, Canadá e Colômbia) se qualificaram para os Jogos Paralímpicos de Tóquio 2020.

Foram disputados 2 eventos (masculino e feminino), contando com a participação de 192 jogadores de 9 países participantes.
| MASCULINO - ARG Argentina - BRA Brasil - CAN Canadá - COL Colômbia - USA Estados Unidos - MEX México - PER Peru(Anfitrião) - PUR Porto Rico | FEMININO - ARG Argentina - BRA Brasil - CAN Canadá - CHI Chile - COL Colômbia - USA Estados Unidos - MEX México - PER Peru(Anfitrião) |

## Medalhistas
| Evento             | Ouro | Prata | Bronze |
| ------------------ | --- | --- | --- |
| Masculino detalhes | USA Estados Unidos Jorge Sánchez Jacob Williams Joshua Turek Michael Paye Ryan Neiswender Brian Bell Matthew Scott Steven Serio Matt Lesperance Trevon Jenifer John Boie Aaron GougeRon Lykins Robb Taylor | CAN Canadá Nikola Goncin Deion Green Robert Hedges Vincent Dallaire Blaise Mutware Colin Higgins Lee Melymick Chad Jassman Patrick Anderson Jonathan Vermette Tyler Miller David EngMatteo Feriani Joey Johnson | COL Colômbia Nelson Sanz Raúl Vega Joymar Granados Guillermo Alzate Yeison Pérez Andrés Flórez Jose Leep Jhon Hernández Daniel Díaz Rodney Hawkins Juan Escobar Jhoan VargasAna Cardoso Elkin Well       |
| Feminino detalhes  | Rosalie Lalonde Élodie Tessier Arinn Young Cindy Ouellet Tamara Steeves Maude Jacques Puisand Lai Tara Janelle Llanes Sandrine Bérubé Kathleen Dandeneau Erica Gavel CAN Canadá                            | Alejandra Ibanez Megan Blunk Darlene Hunter Josie Aslakson Natalie Schneider Rebecca Murray Rose Hollermann Kaitlyn Eaton Abigail Dunkin Lindsey Zurbrugg Bailey Moody Courtney Ryan USA Estados Unidos         | Cleonete Santos Gabriela Oliveira Perla Assunção Lucicleia Costa Maxcileide Ramos Ana Aurélia Rosa Débora Costa Adrienne de Souza Oara Uchoa Silvelane Oliveira Paola Klokler Vileide Almeida BRA Brasil |